# Scinax chiquitanus
Scinax chiquitanus es una especie de anfibios de la familia Hylidae.
Habita en Bolivia, Perú y posiblemente en Brasil.
Sus hábitats naturales incluyen bosques tropicales o subtropicales secos y a baja altitud y marismas intermitentes de agua dulce. Está amenazada de extinción por la destrucción de su hábitat natural.